# Robert Fayrfax
Robert Fayrfax (Deeping Gate, 23 aprile 1464 – St Albans, 24 ottobre 1521) è stato un compositore inglese considerato fra i maggiori e più influenti durante i regni di Enrico VII ed Enrico VIII.

## Biografia
Nacque nel Lincolnshire e nel corso della sua vita godette della protezione di importanti figure della corte di Enrico VII, come la madre del re, Lady Margaret Beaufort (1443-1509). Divenne Gentleman della Cappella reale il 6 dicembre 1497. Nominato cappellano della Free Chapel dello Snodhill Castle, cedette il posto l'anno successivo a  un altro Gentleman, Robert Cowper. Secondo le fonti, fu organista alla Cattedrale di St. Albans e responsabile del coro dal 1498 al 1502.
Completò gli studi musicali all'Università di Cambridge nel 1501, divenendo dottore in musica nel 1504 (a Oxford nel 1511). Nel 1502 entrò a far parte della Fraternity of St Nicholas. All'inizio del regno di Enrico VIII, nel 1509, gli venne concessa la rendita di una fattoria nello Hampshire e successivamente venne nominato Poor Knight of Windsor (con una rendita vitalizia di 12 penny al giorno) il 10 settembre 1514. Gli vennero concessi anche due vitalizi ecclesiastici. Ricevette somme per l'acquisto di abiti da indossare nelle cerimonie di corte e per l'istruzione del coro di voci bianche.
Dal 1516, per quattro anni consecutivi, rese omaggio il sovrano con una raccolta di sue composizioni; il re lo ricompensò in denaro. Nel 1520 fu a capo della Cappella reale del Campo del Drappo d'Oro nel corso della visita di Stato in Francia. Morì nel 1521, probabilmente a St. Albans dove venne sepolto.  Il 14 novembre 1521 alla moglie fu concessa l'amministrazione della sua tenuta.
La sepoltura nell'abbazia di St. Albans e la realizzazione di composizioni in onore di Sant'Albano (la Missa Albanus e il mottetto O Albane Deo grate, oppure O Maria Deo grata), sembrano indicare l'esistenza di rapporti precisi tra Fayrfax e l'abbazia stessa. Sicuramente fu a St. Albans il 28 marzo 1502, giorno in cui ricevé un pagamento fatto ivi dalla Regina Elisabetta: «for setting an Anthem of oure lady and Saint Elisabeth» (per aver messo in musica un inno per Nostra Signora e per santa Elisabetta); si trattava probabilmente del mottetto Aeternae laudis lilium.
In teoria, il suo posto nella Cappella della casa reale avrebbe dovuto essere un ostacolo all'impiego a tempo pieno presso altre istituzioni, tuttavia, proprio in virtù del favore dimostrato dalla famiglia reale nei confronti dell'abbazia, è possibile che invece avesse un incarico a St. Albans, che forse richiedeva la composizione di musica solo occasionalmente, e verosimilmente senza il vincolo di una presenza stabile.

## Opere
Sopravvivono ventinove composizioni di Fayrfax, tra cui sei messe, due Magnificat, dieci antifone votive, e tre composizioni senza testo, probabilmente perché di musica strumentale. Una delle messe, O quam glorifica, fu composta per il suo dottorato. La messa Regali ex progenie venne copiata al King's College e tre composizioni (Salve regina, Regali Magnificat e l'incompleta Ave lumen gratiae) sono presenti nel Libro corale di Eton. Un'altra delle sue messe, O bone Jesu, commissionatagli da Margaret Beaufort, è considerata la prima missa parodia.
Fayrfax è stato descritto come «figura preminente nel campo musicale del tempo e il più ammirato compositore della sua generazione». I suoi lavori ebbero notevole influenza sulle composizioni dei musicisti successivi come John Taverner (1490–1545) e Thomas Tallis (1505–85).

## Registrazioni
- The Masses (Missa O Quam Glorifica, Missa Tecum Principium, Missa Albanus, Missa O Bone Jhesu, Missa Regali Ex Progenie).  Andrew Carwood/David Skinner:  The Cardinall's Musick.  [ASV Records Gaudeamus label: 3 CDs CDGAX353.